# Los Altos (California)
Los Altos, fundada en 1952, es una ciudad  en el condado de Santa Clara en el estado estadounidense de California. En el año 2000 tenía una población de 27,693 habitantes y una densidad poblacional de 1,683.8 personas por km².

## Geografía
Los Altos se encuentra ubicada en las coordenadas 37°22′5″N 122°5′51″O / 37.36806, -122.09750. Según la Oficina del Censo, la ciudad tiene un área total de 16,4 km² (6,3 mi²), de la cual 16,4 km² (6,3 mi²) es tierra y 0 km² (0 mi²) (0%) es agua.

## Demografía
Según la Oficina del Censo en 2007 los ingresos medios por hogar en la localidad eran de $158,745, y los ingresos medios por familia eran $185,848. Los hombres tenían unos ingresos medios de $100,000 frente a los $67,332 para las mujeres. La renta per cápita para la localidad era de $66,776. Alrededor del 2.4% de la población estaban por debajo del umbral de pobreza.